# Ikarus 120e
Ikarus 120e — трёхдверный низкопольный электробус большой вместимости венгерской фирмы Ikarus, выпускавшийся с 2021 года в Секешфехерваре. Ранее автобус был известен как Ikarus CityPioneer. Производимые в настоящее время клоны также обозначаются как v3.

## История
Двигатель и система электропривода были заимствованы из Китая, однако дизайн и конструкция автобуса чисто венгерские. Первый прототип был представлен в 2018 году. В настоящее время Ikarus 120e эксплуатируется в Пече, Будапеште, Пакше, Секешфехерваре и Залаэгерсеге.
Серийная версия Ikarus 120e была представлена на выставке Greentech 2021 на тестовом треке ZalaZone. Целью производителя является участие в программе «Zöld Busz».
| Предприятие | Город         | Номерной знак |
| ----------- | ------------- | ------------- |
| Volánbusz   | Секешфехервар | SPY-244       |
| Volánbusz   | Залаэгерсег   | SVZ-947       |
| BKV         | Будапешт      | SVZ-947       |
| Weekendbus  | Чёмёр         | SVZ-947       |
| PKK         | Пакш          | SYS-385       |
| Tüke Busz   | Печ           | SVZ-947       |
| ÜSTRA HVB   | Ганновер      | SRA-450       |

В следующей сводной таблице перечислены города, в которых автобусы работают с пассажирами:
| Город         | Экземпляров | Год  |
| ------------- | ----------- | ---- |
| Секешфехервар | 12          | 2022 |
| Капошвар      | 2           | 2022 |
| Будапешт      | 1           | 2021 |

## Текущее состояние производственных подразделений
В 2022 году город Капошвар приобрёл 2 единицы Ikarus v3. Впоследствии 12 экземпляров начали эксплуатироваться в Секешфехерваре.
Ikarus 120e обслуживает маршрут «Будапешт—Чёмёр», через Секешфехервар и Капошвар.
С 2024 года 5 автобусов Ikarus 120e эксплуатируются в польском городе Щецинек.